# Стадион Черноморец
Стадион Черноморец (укр. Стадіон Чорноморець) је вишенаменски спортски стадион у Одеси. Стадион је у власништву ФК Черноморец Одеса.